# Elara (mitologia)
Elara (em grego Ἐλάρα, transl. Elára), na mitologia grega, era filha do rei Orcomeno, mãe de Tício, filho de Zeus.
Elara foi uma das amantes deste deus olímpico,[carece de fontes?] que a escondeu de sua esposa, Hera, colocando-a nas profundezas da Terra, onde ela deu à luz seu filho. Homero chama Tício filho de Gaia.
Tício tentou violentar Leto, e foi morto a flechadas por Apolo e Ártemis. Como tortura eterna, foi condenado a ficar, após sua morte, esticado no Hades, com abutres comendo seu fígado.